# Vieux Pont (Belcastel)
Le Vieux Pont est un pont situé en France sur la commune de Belcastel, dans le département de l'Aveyron en région Occitanie.
Il fait l'objet d'une inscription au titre des monuments historiques depuis 1928.

## Localisation
Le pont dessert principalement l'église et le cimetière depuis le centre du bourg situé en rive droite.

## Description
C'est un pont de pierre en dos d'âne à cinq arches ogivales long de 57 m franchissant l'Aveyron (affluent du Tarn). La voirie est pavée et un calvaire en pierre est présent au centre du parapet d'aval.

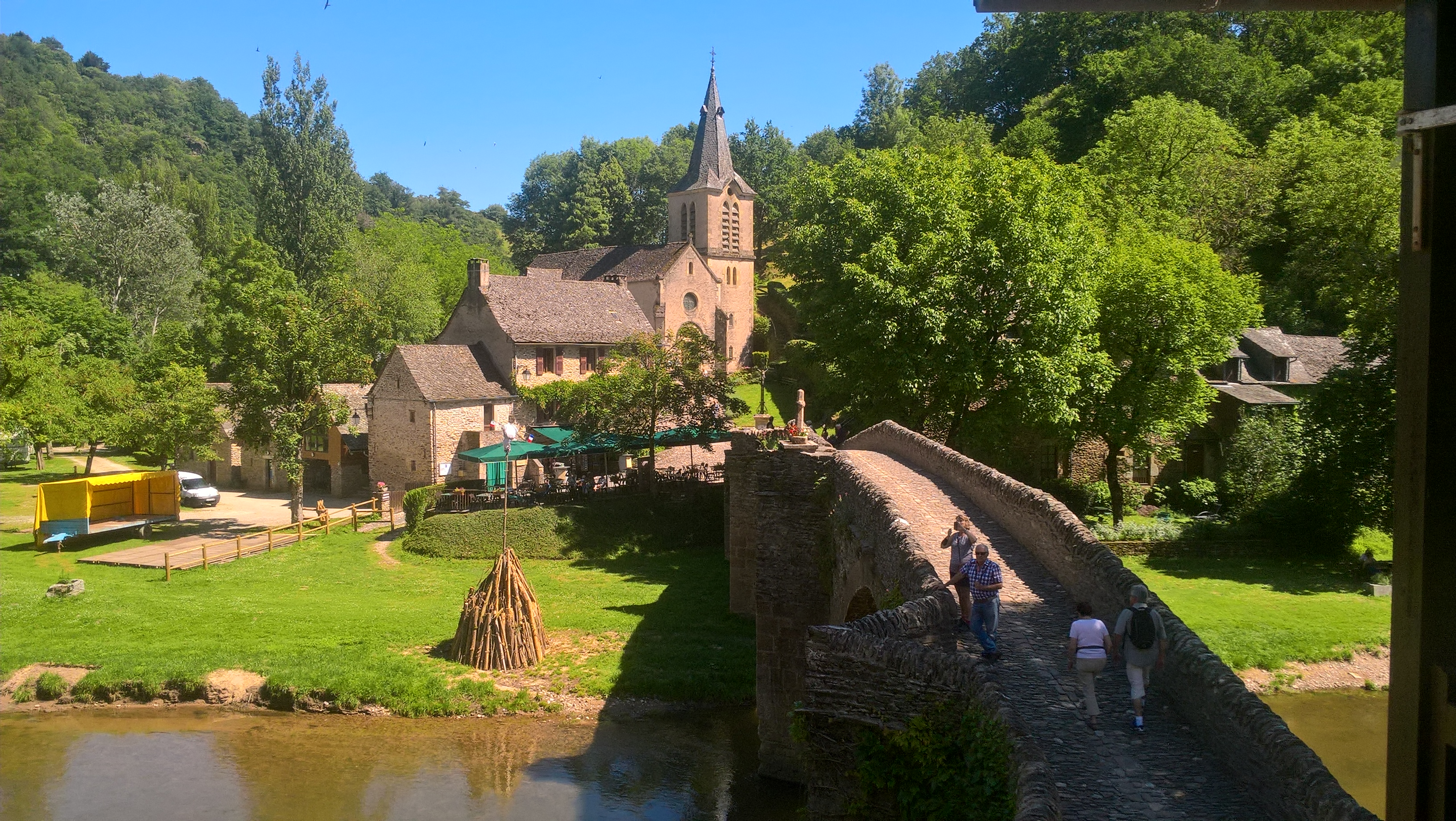
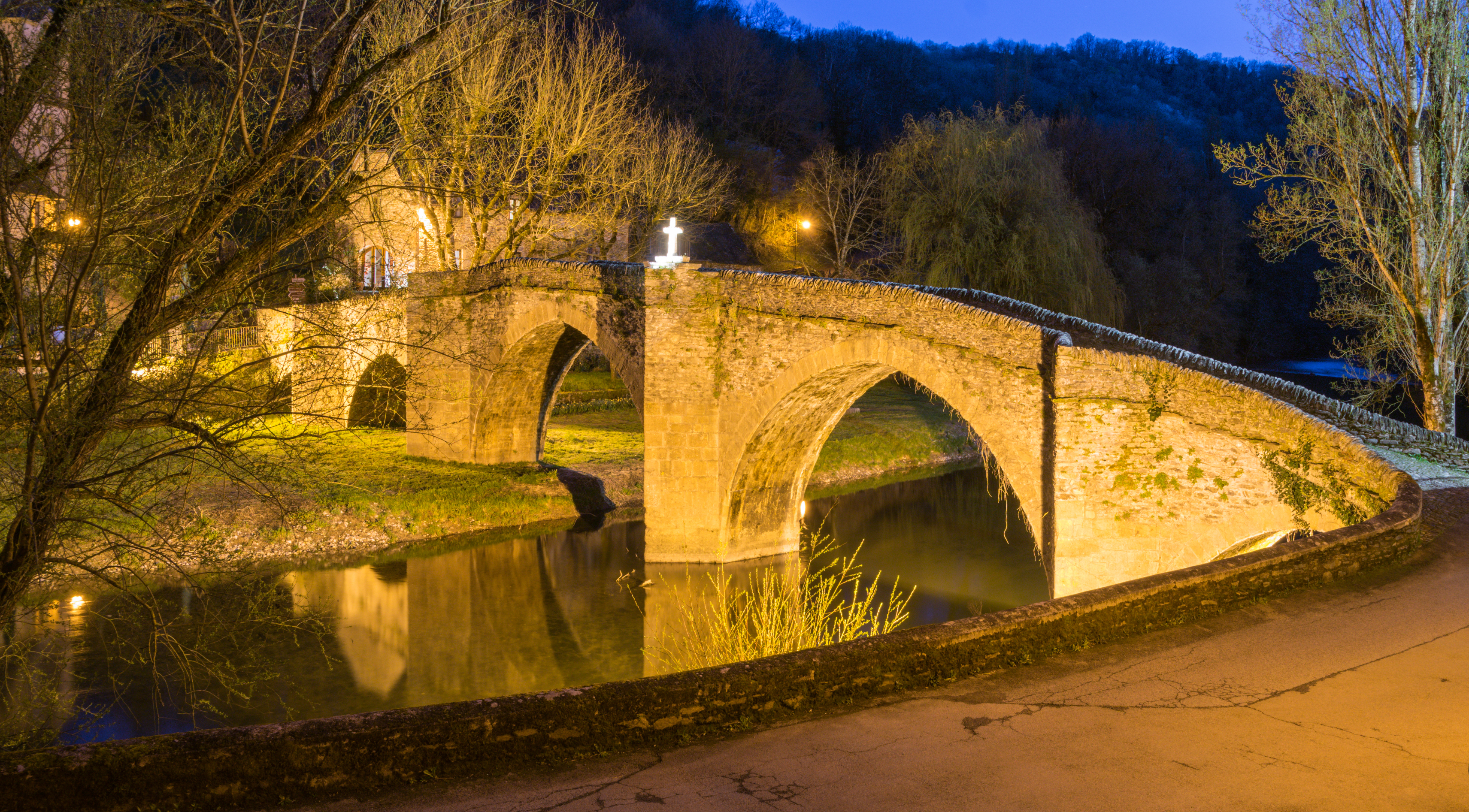
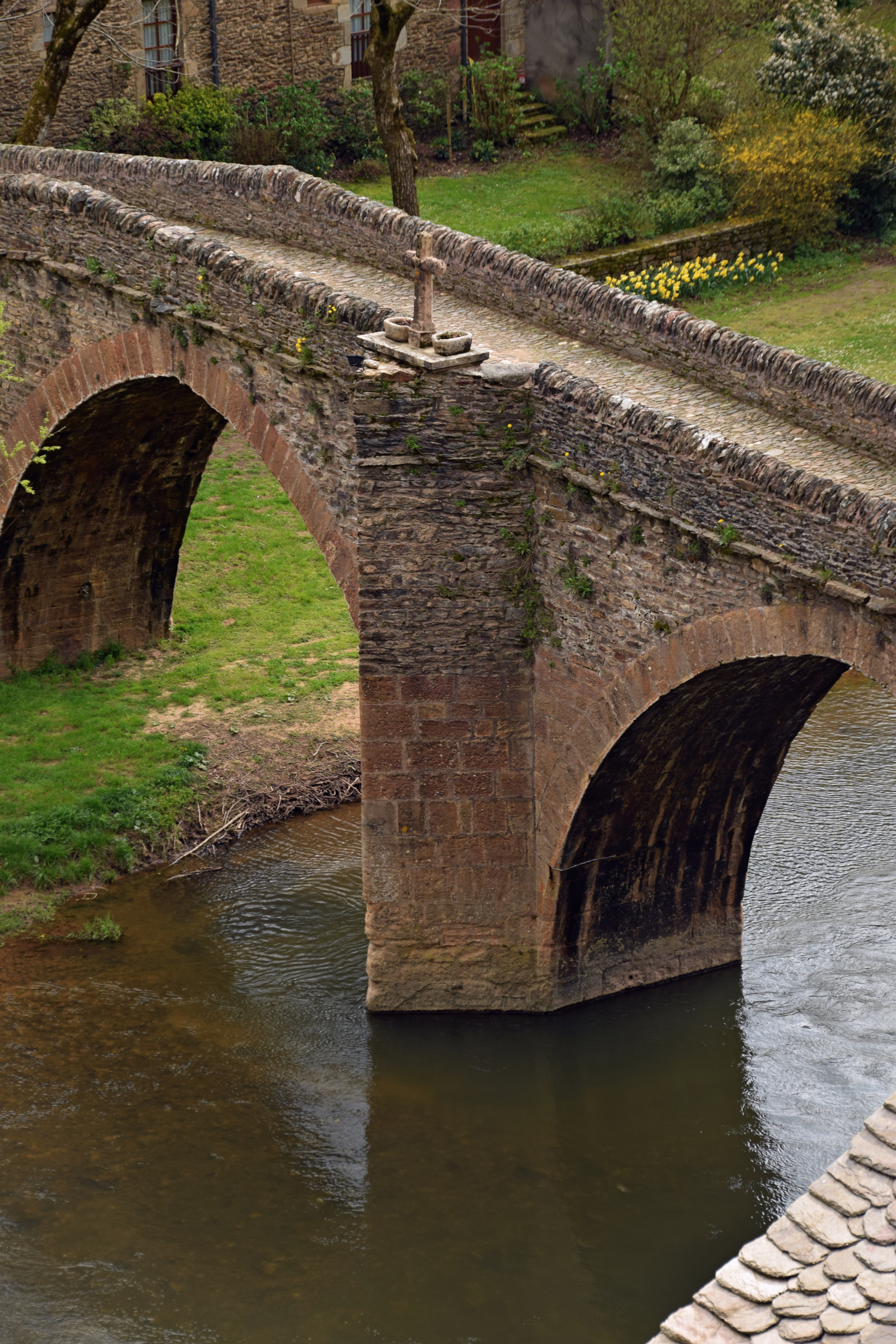
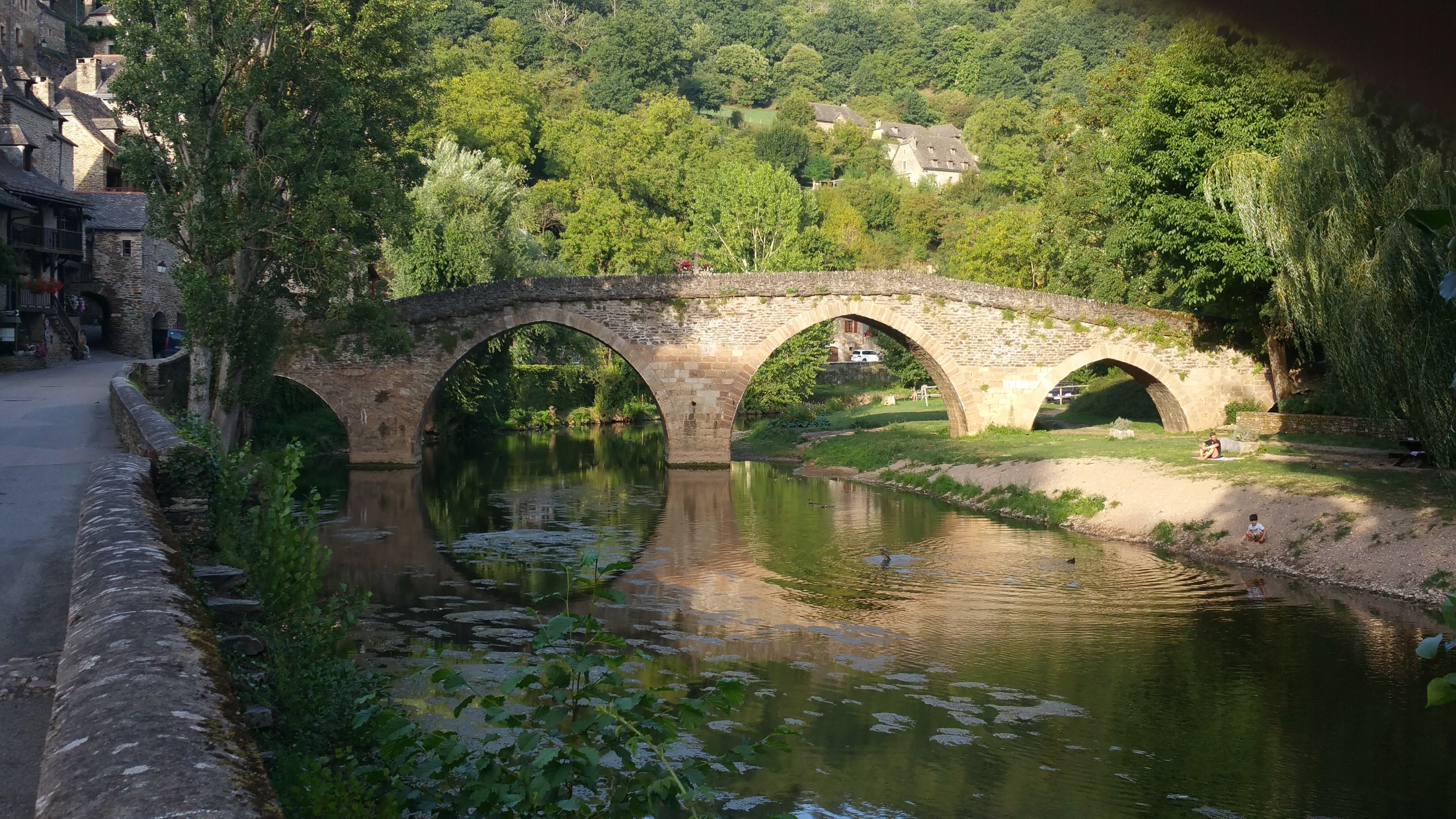
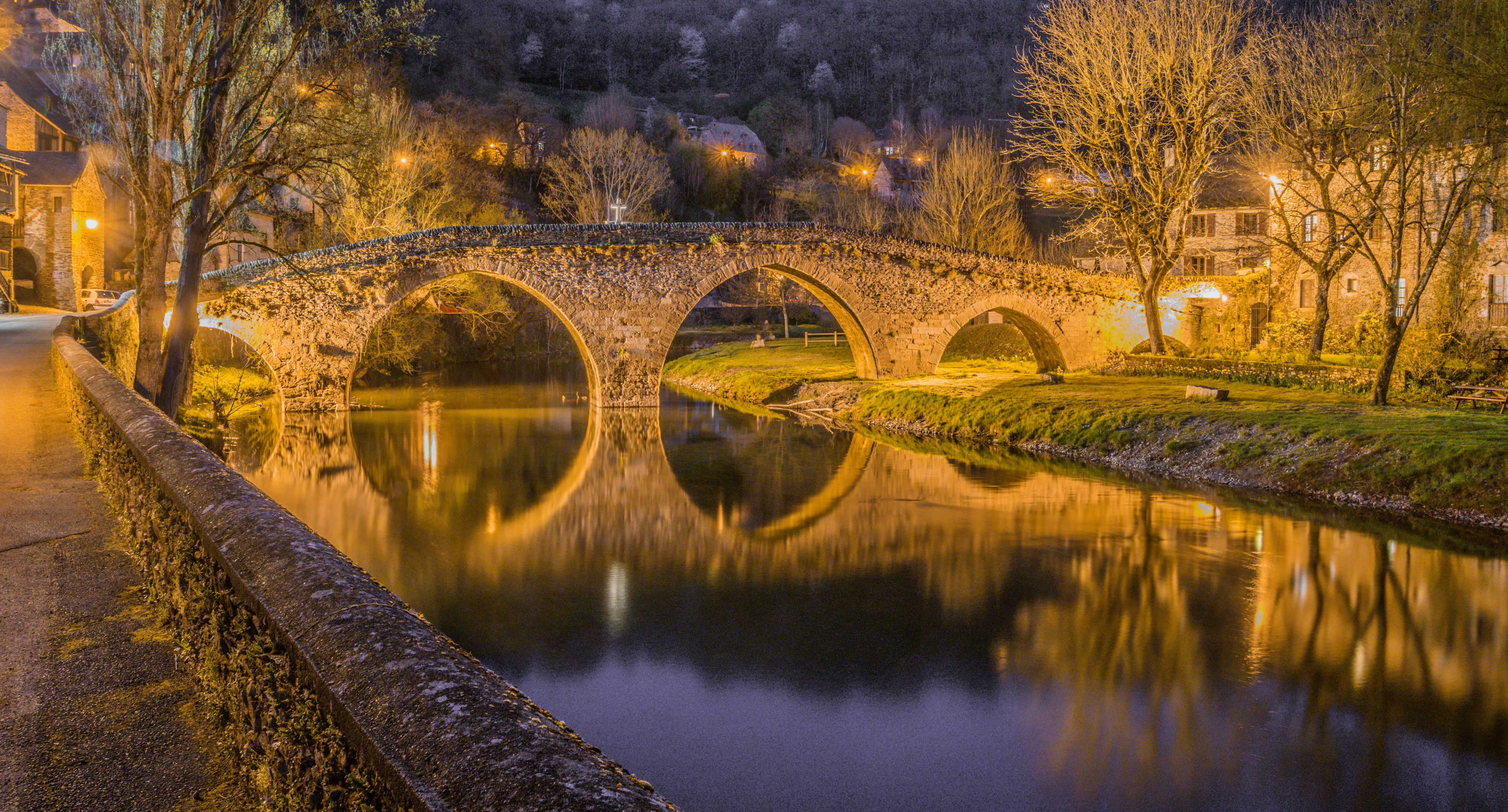

## Historique
L'édifice est inscrit au titre des monuments historiques par arrêté du 5 mars 1928.